# مفاعل سريع بتبريد الرصاص

Lead cooled fast reactor scheme.

مفاعل سريع بتبريد الرصاص (بالإنجليزية: lead-cooled fast reactor)
هو نوع من مفاعل نووي من الجيل الرابع يعمل بالنيوترونات السريعة، ويستخدم الرصاص أو سبيكة الرصاص والبزموت كمبرد في دورة واحدة مغلقة للتفاعل النووي. وتوجد عدة اختيارات لتنفيذه تشمل قدرة من 50 إلى 150 ميجاوات كهرباء.
ومن مميزات هذا الطراز من المفاعلات ميزة طول العمر، وإنتاجها في وحدات صغيرة منفردة. وتتضمن المخططات تنفيذ وحدات صغيرة تجمع لإنتاج قدرات بين 300 و 400 ميجاوات، أو مفاعل من النوع الكبير يعمل بقدرة 1.200 ميجا وات. ويتكون الوقود النووي من اليورانيوم في هيئة معدن أو في صورة نيتريد اليورانيوم وبعض العناصر الأثقل من اليورانيوم.
ويجري تبريد المفاعل بواسطة الحمل الطبيعي حيث يخرج المبرد من المفاعل عند درجة 550 درجة مئوية، وربما مزداد حتى درجة 800 درجة مئوية عند استخدام مواد مستحدثة. ودرجة الحرارة هذه عالية بالقدر بحيث ستسمح بإنتاج [[الهيدروجين بالطرق الكيميائية الحرارية التي تستخدم دورة الكبريت واليود Sulfur-iodine cycle.
وهناط تفكير في تنفيذ هذا الطراز في محطات القوى النووية لإنتاج الطاقة الكهربية من الوقود النووي.

## نظام الوحدة الصغيرة للمفاعل
تعتبر «بطارية» المفاعل السريع المبرد بالرصاص معملًا صغيرًا جاهزًا على تسليم المفتاح، فهو يتكون من دورة واحدة مغلقة صغيرة لا تحتاج إلى إعادة تموينها بالوقود إلا بعد 15 إلى 20 سنة، إما باستبدال كاسيت قلب المفاعل أو استبدال الوحدة بأكملها. والوحدة من المفاعل مصممة للإيفاء باحتياجات السوق لإنتاج الكهرباء على نطاق ضيق، أو للاستخدام في الدول الناهضة التي لا ترغب في إنشاء صناعات نووية مستفيضة في بلادها بما تحتاجه من بنية تحتية كبيرة من أجل ايفاء احتياجاتها من الكهرباء.
ونظام وحدات "البطاريات ""الصغيرة (ويمكن أن تحتوطي على عدد من الوحدات المتشابهة وليست بمعنى البطارية المعتادة التي تعمل كمركم للكهرباء الكيميائية) مصممة لإنتاج الكهرباء وإنتاج تقنيات أخرى متعلقة بأنظمة إنتاج الطاقة مثل إنتاج الهيدروجين أو تحلية المياه.

## التنفيذ

### فيروسيا
استخدم نوعان من المفاعل السريع المبرد بالرصاص لتشغيل الغواصات السوفيتية من التصنيف ألفا Alfa class submarine خلال السبعينيات من القرن الماضي. وكان تصميم كل من المفاعلين OK-550 و BM-40A بحيث ينتج كل منهما 155 ميجاوات.طن (وقود). فكانا أخف كثيرا عن مفاعل الماء الخفيف المعتاد كما يتميزان بسرعة الانتقال من القدرة المنخفضة إلى القدرة العالية، وانخفاض الصوت. ولكن صعوبة مفاعل المبرد بالرصاص تكمن في أن المفاعل لا يمكن تشغيله مرة ثانية إذا بردت سبيكة الرصاص والبزموت وتصلبت.
ولكن من خواص سبيكة الرصاص والبزموت أن لها درجة انصهار منخفضة تصل إلى 123 درجة مئوية، مما يسهل إعادة تسييل المبرد.
وقد أبرم عقد مشروع مشترك يسمي AKME Engineering في عام 2009 بين Rosatom و En+ Group , بغرض تطوير مفاعل الرصاص والبزموت للاستخدام الاقنصادي.
والمفاعل المبرد بالرصاص والبزموت SVBR-100 هو تطور للتصميم ألفا وسوف ينتج قدرة كهربائية تصل إلى 100 ميجاوات كهرباء وذلك من قدرة حرارية تبلغ 280 ميجاوات.طن، 
وهي ضعف قدرة المفاعل المستخدم في الغواصة. كما يمكن تجميع عدد من وحدات المفاعل الصغير إلى نحو 16 وحدة في حالة احتياج طاقة أعلى.
وتزيد درجة حرارة المبرد الرصاصي من 345 درجة مئوية إلى 495 درجة مئوية عند مروره داخل قلب المفاعل.
وقد يُستخدم يورانيوم مخصب بدرجة 5و16 % يورانيوم-235 كوقود، وسيحتاج تموينه من جديد بالوقود بعد 7 أو 8 سنوات. ومن المنتظر تنفيذ المفاعل التجريبي عام 2019.

### فيالولايات المتحدة الأمريكية
طبقا لمعلومات عن نيوكليار إنجنيرينج إنترناسيونال سيكون التصميم الأولي لبطارية هايبريون الذرية من هذا النوع، حيث يستخدم نيتريد اليورانيوم كوقود معباة في أنابيب HT-9، واستخدام عاكس للنيوترونات من الكوارتز، بالإضافة إلى مهديئ ومبرد للنيوترونات من مخلوط الرصاص والبزموت.
ستنتج تلك المفاعلات الصغيرة في هيئة وحدات هايبريون يمكنها إنتاج 70 ميجاوات حرارية تنتج نحو 25 ميجا وات كهرباء. تكفي الوحدة لتغذية نحو 20.000 بالكهرباء أو القيام بتدفئة المنازل في الجهات الباردة بالماء الساخن. وهي صغيرة في حجم الثلاجة وتنشأ تحت الأرض، وآمنة في نقلها وتشغيلها وعند التخلص منها.

## اقرأ أيضا
- مفاعل نووي
- تفاعل نووي
- وقود نووي
- مفاعل الماء المضغوط
- مفاعل الماء المغلي
- مفاعل استنسال سريع
- مفاعل ملح منصهر
- بطارية هايبريون الذرية